# 六胞體
在幾何學中，六胞體是指有六個胞或維面的多胞體。若六個胞都全等且都為正圖形則為正六胞體。四維空間中不存在正六胞體，而在五維空間中，五維單純形即是一種正六胞體，而六維以上的六胞體則為多維面形，一種超球面鑲嵌。

## 四維六胞體
在四維空間中，六胞體為由6個多面體所組成的多胞體，例如四面體柱體、三角三角柱體柱和三角柱錐體。
| 名稱           | 考克斯特 施萊夫利         | 胞                  | 圖像 | 展開圖 |
| -------------- | ------------------------- | ------------------- | ---- | ------ |
| 三角三角柱體柱 |                           | 6個三角柱           |      |        |
| 四面體柱體     | · {3,3}×{ } · t0,3{3,3,2} | 2個四面體 4個三角柱 |      |        |
| 四角錐體錐     |                           | 2個四角錐 4個三角錐 |      |        |

## 五維六胞體
在五維空間中，六胞體為由6個四維多胞體所組成的多胞體。其中，有一種正圖形，即五維單純形，其由6個正五胞體組成。其他的五維六胞體如五胞體錐，但其拓樸結構與正六胞體相同。拓樸結構有明顯差異意味著兩種無法透過移動頂點位置、扭曲或伸縮來相互變換的幾何結構，例如四維的三角三角柱體柱四角錐和五維六胞體無論如何變形都無法互相變換，因此拓樸結構不同，但所有五維六胞體都可以透過扭曲來相互變換，因此在拓樸上並無明顯差異。
| 名稱         | 考克斯特 施萊夫利 | 胞          | 圖像 | 展開圖 |
| ------------ | ----------------- | ----------- | ---- | ------ |
| 五維正六胞體 | · {3,3,3,3}       | 6個正五胞體 |      |        |

## 六維以上的六胞體
由於六維以上的空間要形成多胞體最少要有七個胞，因此六維以上的六胞體多半是退化成超球面鑲嵌（或堆砌）的圖形，例如六維空間中以五維正六胞體為基底的多維面形。